# فم‌السمکه
فُم‌السَمَکه (دهان ماهی) یا بتا ماهی یک ستاره است که در صورت فلکی ماهی قرار دارد.